# 良种场 (兴化市)
良种场是中华人民共和国江苏省泰州市兴化市下辖的一个类似乡级单位。
2024年时，良种场属林湖乡。日常事务处理时，与林湖乡的行政村类似。

## 行政区划
国家统计局网站，良种场下辖以下地区：
良种场虚拟生活区。